# Euphumosia femorata
Euphumosia femorata är en tvåvingeart som beskrevs av Torgerson 1967. Euphumosia femorata ingår i släktet Euphumosia och familjen spyflugor. Inga underarter finns listade i Catalogue of Life.